# Cochlearia polonica
Cochlearia polonica är en korsblommig växtart som beskrevs av E. Fröhl.. Cochlearia polonica ingår i släktet skörbjuggsörter, och familjen korsblommiga växter. IUCN kategoriserar arten globalt som starkt hotad. Inga underarter finns listade i Catalogue of Life.

## Bildgalleri

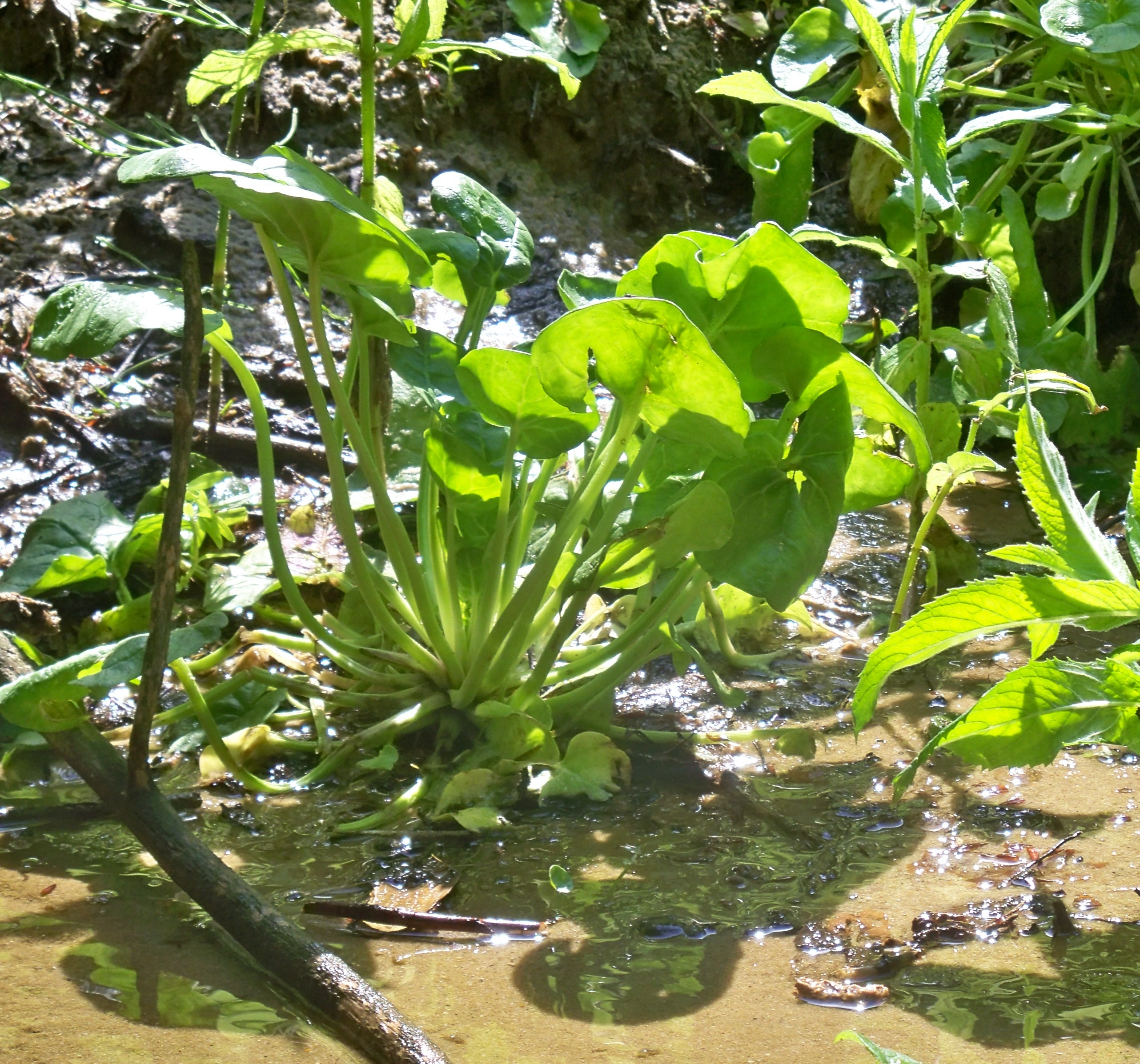
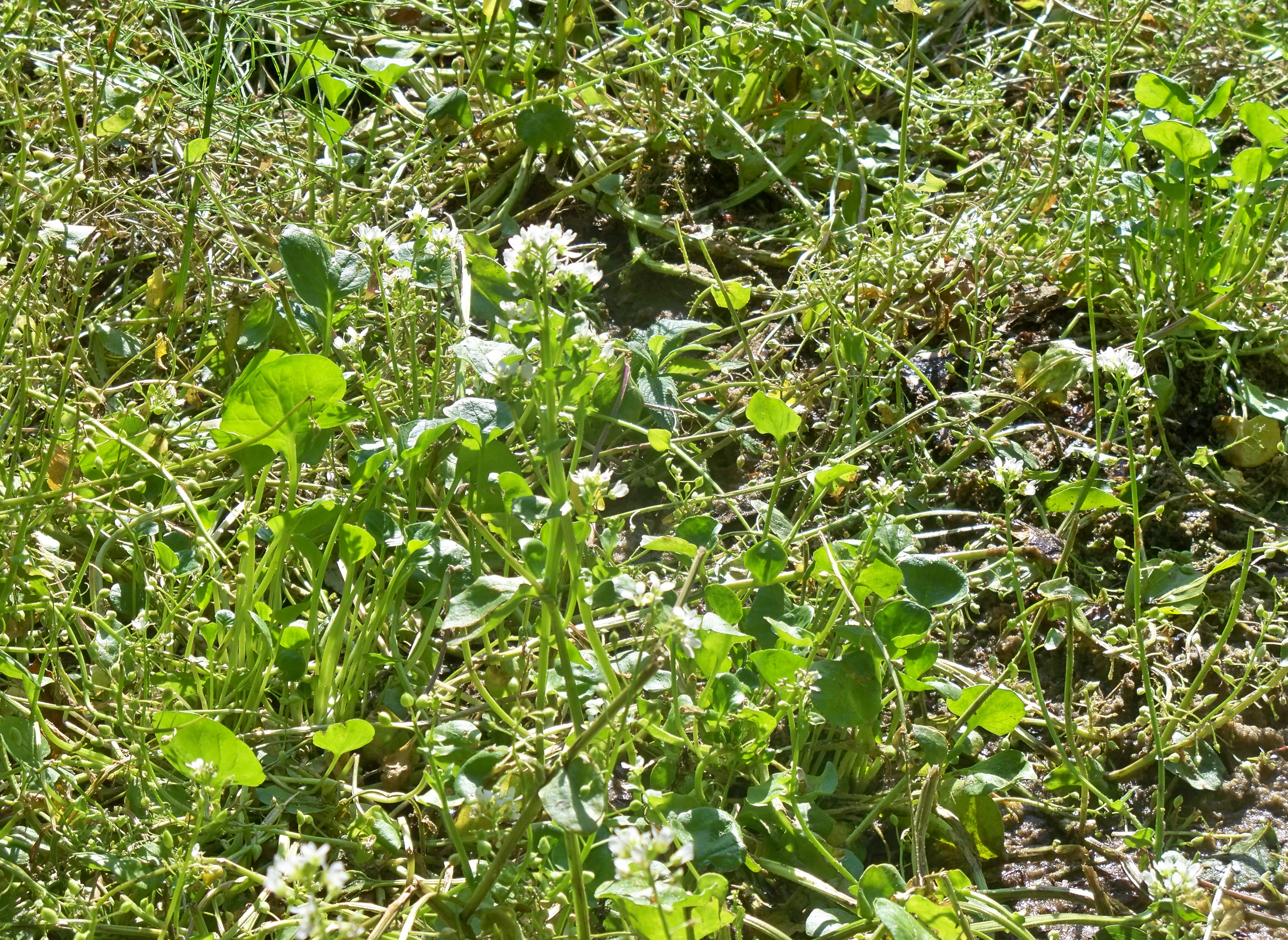
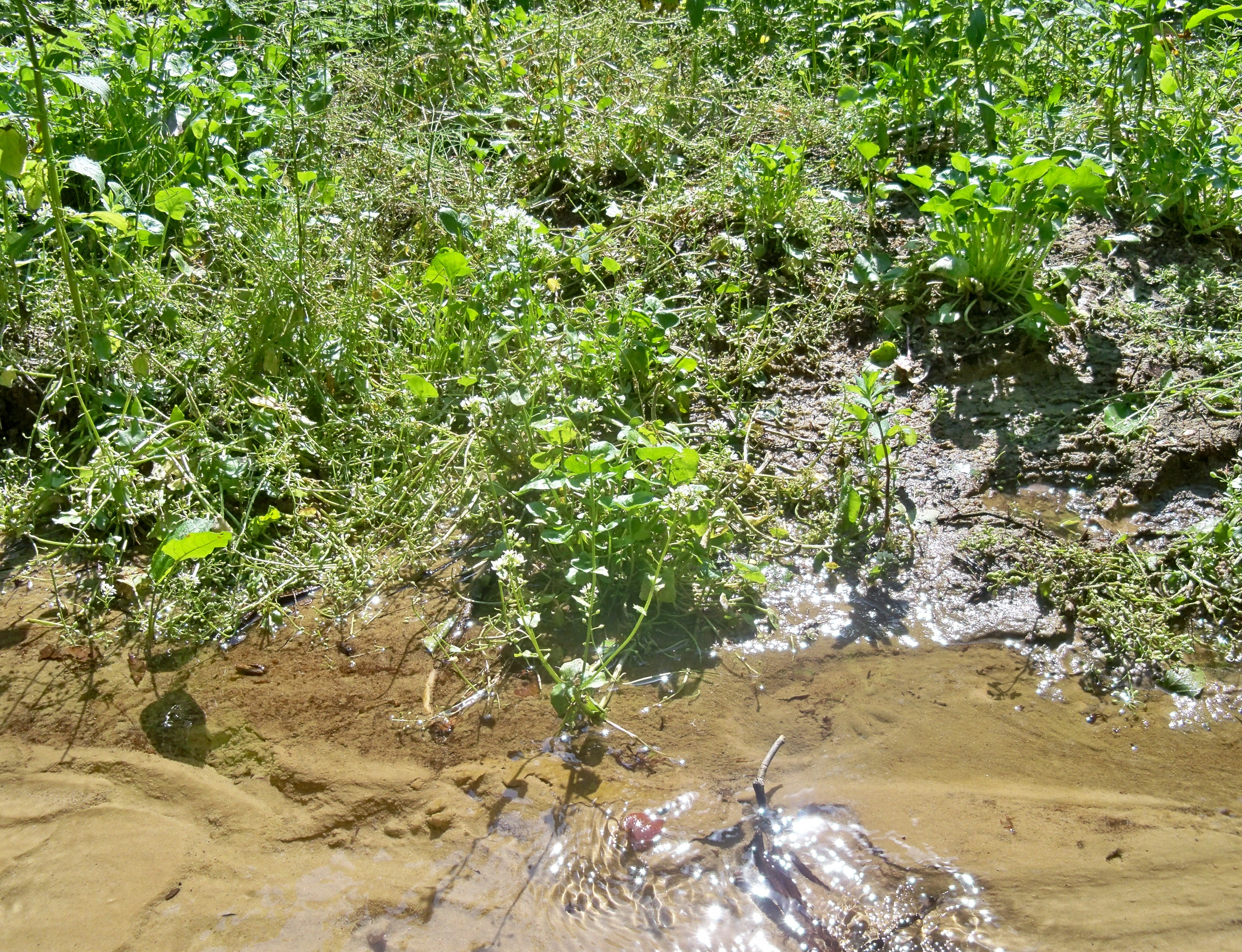
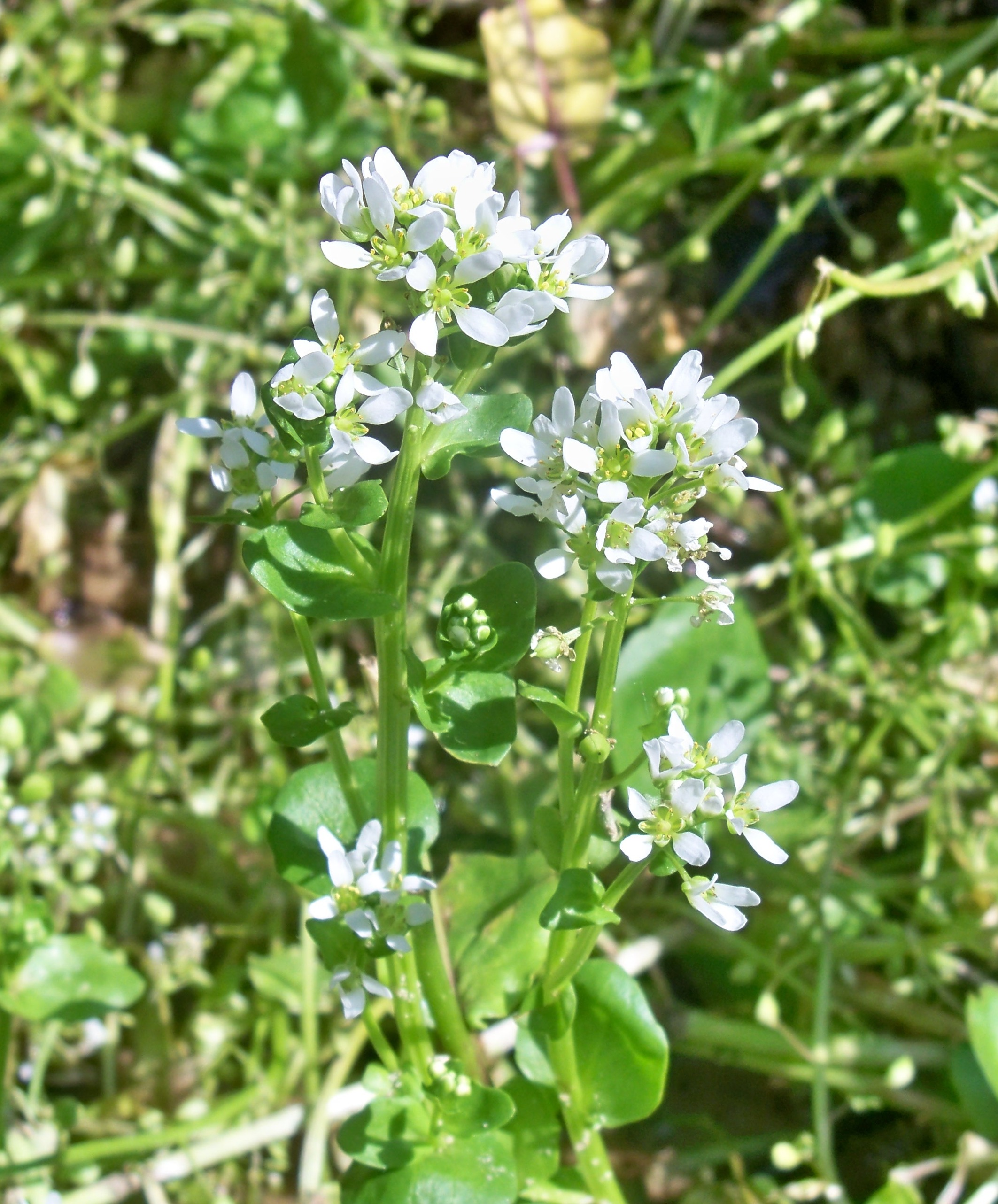
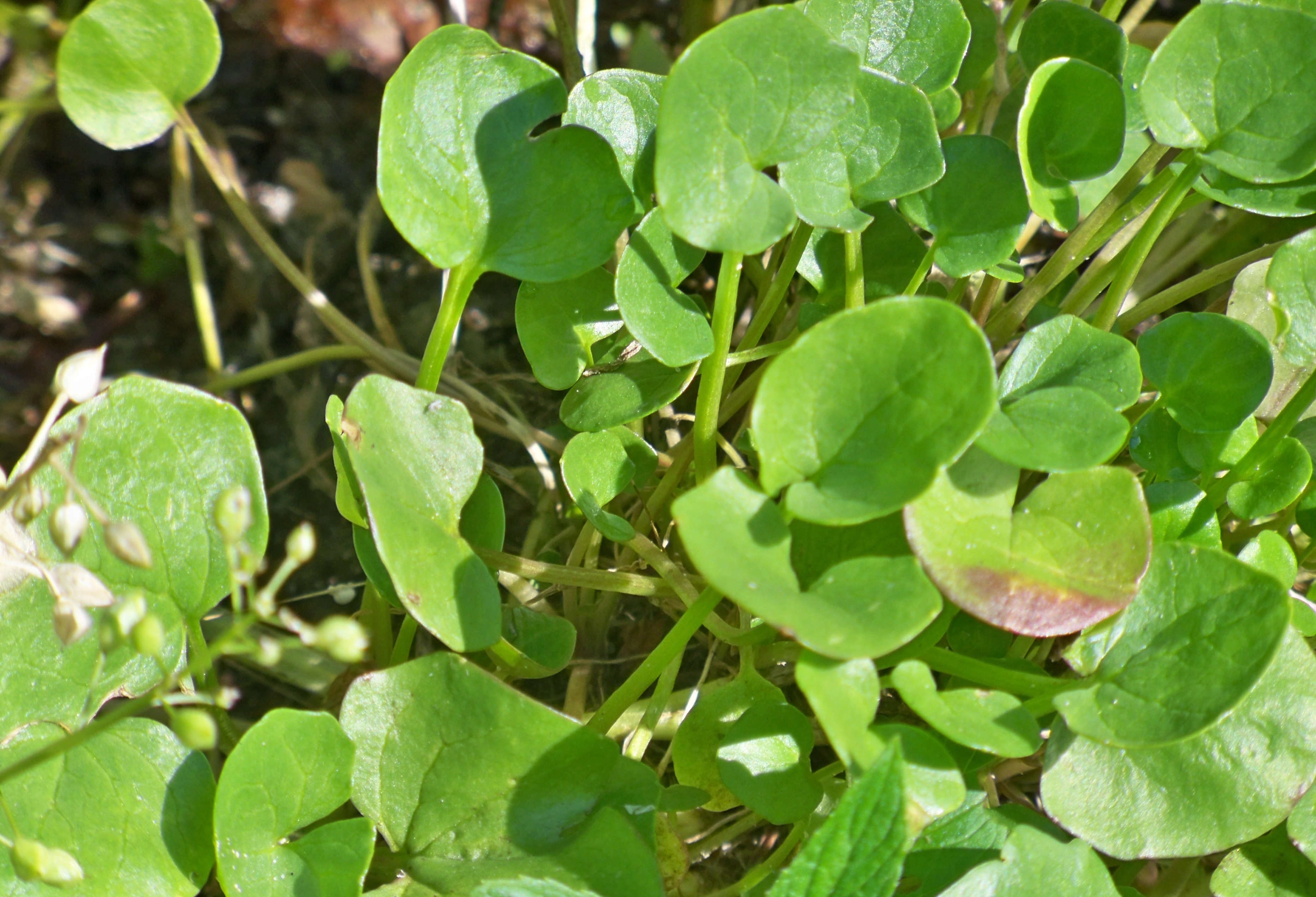